# 자토이치와 요짐보
자토이치와 요짐보(座頭市と用心棒)는 일본에서 제작된 오카모토 키하치 감독의 1970년 영화이다. 카츠 신타로 등이 주연으로 출연하였고 카츠 신타로 등이 제작에 참여하였다.

## 출연

### 주연
- 카츠 신타로
- 와카오 아야코

### 조연
- 타키자와 오사무
- 요네쿠라 마사카네
- 키시다 신
- 아라시 칸주로
- 호소카와 토시유키
- 코우야마 시게루

## 제작진
- 원작자: 시모자와 칸
- 미술: 니시오카 요시노부